# プリシラ・ネト
プリシラ・ネト（Priscilla Gneto  1991年8月3日- ）は、フランスの柔道家。階級は女子52kg級。身長163cm。柔道二段を取得。妹のアストリド・ネトも52kg級の選手として活躍している。

## 人物
コートジボワールのラギューヌ州・ヨプゴンで生まれるが、幼い頃にコルシカ島のアジャクシオへ移住した。柔道は11歳の時に始めた。2010年の世界ジュニアでは3位となった。2011年2月のグランドスラム・パリでは準々決勝で中村美里と対戦して、GSに入ってから内股で有効を取って破るが、準決勝でモンゴルのムンフバータル・ブンドゥマーに技ありで敗れて3位となった。8月に地元のパリで開催された世界選手権では、準々決勝でスペインのアナ・カラスコサに指導2で敗れるなどして5位だった。世界団体では決勝で中村に指導2で敗れたが、チームは優勝を果たした。12月のグランドスラム・東京では準決勝で金沢学院大学の橋本優貴に大腰の技ありで破るも、決勝では小松大谷高校3年生で世界ジュニアチャンピオンの宮川拓美に横四方固で一本負けして2位に終わった。
2012年7月のロンドンオリンピックでは準々決勝で北朝鮮の安琴愛と対戦し敗れるも、その後敗者復活戦を勝ち上がり銅メダルを獲得した。
2013年8月の世界選手権では3回戦でコソボのマイリンダ・ケルメンディと対戦するも指導2で敗れた。翌年の2014年8月の世界選手権も3回戦で橋本と対戦し横四方固で敗れた。10月のグランドスラム・アブダビには体重超過を理由に計量会場に現れなかったことにより、フランス柔道連盟から12月末までの国際大会への出場停止処分を受けた。またアブダビまでの旅費代約500ユーロを返済することにもなった。
2016年リオデジャネイロオリンピックでは、ライバルでとして競ってきたシード権を持つ世界ランク5位のアナベル・ウラニをおしのけて代表に選ばれた。リオデジャネイロオリンピックでは初戦でスイスの選手に足取りの反則負けを喫した。その後階級を57kg級に上げると、2017年のグランドスラム・パリで3位となった。ヨーロッパ選手権では優勝を飾った。2018年の世界団体では2位だった。2021年の東京オリンピックには出場できなかったが、グランプリ・ザグレブでは10年ぶりとなるグランプリ大会での優勝を飾った。2022年2月のグランドスラム・パリでは準決勝で玉置桃と対戦するも、畳にスマホを持ち込んだことが発覚して反則負けとなった。続くグランドスラム・テルアビブでは52㎏級の妹ともども姉妹優勝を飾った。グランドスラム大会を姉妹で同時優勝したのは、2012年のグランドスラム・パリで田知本愛、田知本遥姉妹が優勝して以来10年ぶりとなった。
IJF世界ランキングは938ポイント獲得で16位(24/2/26現在)。

## 暴行騒ぎ
2013年4月12日にネトは、異性関係の縺れから78kg超級の選手であるアン＝ファトゥマタ・ンベロと対立することになった63kg級のクラリス・アグベニューに、同じく63kg級のランセイ・サン・サン・ムワ、70kg級のファニー＝エステル・ポスビト及び78kg級のマドレーヌ・マロンガとともに付き従って、INSEP内のンベロの寝室に入り込んだ。激しい口論の末にアグベニューがンベロを何度も殴りつけたが、ネトは暴力には直接関わらなかったという。しかし、5月16日にフランス柔道連盟の規律委員会は、暴行の主犯であるアグベニューに執行猶予付きの1年間に渡る大会の出場停止、付き従ったネト他4名に執行猶予付きの3ヶ月に渡る大会の出場停止処分を科した。
しかしながら、フランス柔道連盟がアグベニューらに示した寛大な処置に納得のいかないンベロ側は、この一件をパリの裁判所へ訴えるに至った。2014年7月にパリの裁判所はアグベニューに対して、ンベロへ2780ユーロの支払いと、70時間の社会奉仕活動を言い渡した。ネト他4名は無罪となった。

## 主な戦績
- 2009年 - フランスジュニア国際　3位
- 2010年 - ベルギー国際　3位
- 2010年 - 世界ジュニア　3位
- 2010年 - グランプリ・青島　優勝
- 2011年 - グランドスラム・パリ　2位
- 2011年 - ヨーロッパ選手権　団体戦　優勝
- 2011年 - グランプリ・バクー　優勝
- 2011年 - グランドスラム・リオデジャネイロ　5位
- 2011年 - 世界選手権　5位
- 2011年 - 世界団体　優勝
- 2011年 - グランドスラム・東京　2位
- 2012年 -　ロンドンオリンピック　3位
- 2013年 -　グランプリ・マイアミ　2位
- 2014年 -　グランドスラム・バクー　2位
- 2015年 - グランドスラム・バクー　3位
- 2015年 - グランドスラム・パリ　3位
- 2015年 - グランドスラム・アブダビ　3位
- 2015年 -　グランプリ・チェジュ　3位
- 2016年 -　グランドスラム・パリ　3位
- 2016年 - グランプリ・デュッセルドルフ　2位
- 2016年 - ヨーロッパ選手権　2位
- 2017年 -　グランドスラム・パリ　3位
- 2017年 - ヨーロッパ選手権　優勝
- 2017年 - ヨーロッパオープン・クルジュ＝ナポカ　優勝
- 2018年 - 地中海競技大会　3位
- 2018年 -　世界団体　2位
- 2018年 -　グランドスラム・アブダビ　3位
- 2018年 -　グランプリ・ハーグ　3位
- 2019年 - ヨーロッパ競技大会団体戦　3位
- 2019年 - ヨーロッパオープン・タリン　優勝
- 2021年 -　グランプリ・ザグレブ　優勝
- 2021年 -　グランドスラム・アブダビ 2位
- 2022年 -　グランドスラム・パリ　3位
- 2022年 - グランドスラム・テルアビブ　優勝
- 2022年 -　グランドスラム・トビリシ　5位
- 2022年 -　ヨーロッパ選手権 団体戦　優勝
- 2023年 -　グランドスラム・パリ　優勝
- 2023年 -　ワールドマスターズ　5位
- 2023年 -　グランドスラム・バクー　3位
- 2024年 -　グランドスラム・タシケント　優勝

(出典、JudoInside.com)